# Stará Lysá
Stará Lysá település Csehországban, a Nymburki járásban. Stará Lysá Lysá nad Labem, Milovice, Předměřice nad Jizerou és Sojovice településekkel határos. Lakosainak száma 826 fő (2024. január 1.).

## Népesség
A település lakosságának változását az alábbi diagram mutatja:
| Lakosok száma | 604  | 705  | 760  | 623  | 465  | 647  | 692  | 785  | 827  | 826  |
|               | 1869 | 1900 | 1921 | 1961 | 1980 | 2011 | 2016 | 2019 | 2021 | 2024 |